# Pokémon Yellow
Pokémon Yellow – gra komputerowa z gatunku cRPG stworzona na konsolę Game Boy przez Game Freak i wydana przez Nintendo w 1998 roku. Wersja Yellow wyróżnia się od pozostałych gier z serii szczególnie tym, że przez całą podróż bohaterowi towarzyszy Pikachu zdobyty na początku gry.

## Opis gry
Zastosowany jest tryb trzecioosobowy. Gracz zwiedza świat gry, spotykając różne postaci NPC w tym trenerów pokémon z którymi może staczać pojedynki oraz dzikie Pokémony z którymi może walczyć i je łapać za pomocą specjalnych przedmiotów – Pokéballi. Podczas walki pokémon zdobywa doświadczenie, które jest potrzebne do zwiększenia poziomu, a tym samym podniesienia statystyk i poznania nowych ataków. Trener może podnieść statystyki swojego Pokémona, lub nauczyć go nowych ataków używając odpowiednich przedmiotów, jednak nie zawsze jest to możliwe. Po osiągnięciu pewnego poziomu, lub użyciu odpowiedniego przedmiotu pokémon może ewoluować w silniejszą formę. Walki pokémonów są rozgrywane turowo, w sposób jeden na jednego. O zwycięstwie decydują statystyki, typ, ataki, a także szczęście. Po znokautowaniu, lub wycofaniu jednego z Pokémonów trenera wystawia on do walki następnego (Można mieć maksymalnie 6 pokémonów przy sobie – resztę przechowuje się w komputerach znajdujących się w budynkach Pokémon Center). Na każdą turę przypada jeden atak, lub wycofanie pokémona albo użycie jednego przedmiotu przez trenera. Walka kończy się złapaniem dzikiego stworka, znokautowaniem jednej ze stron, lub ucieczką (w przypadku walki dwóch trenerów dopuszczalna jest tylko druga opcja). Pokonane/zmęczone pokémony można po walce przywrócić do zdrowia w budynkach Pokémon Center lub za pomocą przedmiotów. Do pokonania niektórych przeszkód na mapie potrzebne są pokémony z odpowiednimi atakami, np. aby przeciąć drzewo blokujące drogę należy użyć ataku cut (cięcie). W grze można znaleźć wiele ukrytych przedmiotów, można je także kupować w sklepach za pieniądze zdobywane w walkach. Gra jest w większości jednoosobowa, jednak można staczać walki oraz handlować pokémonami z innymi graczami poprzez połączenie z drugim Game Boyem (z kompatybilną wersją gry Pokémon).

## Fabuła
Gracz wciela się w postać młodego trenera pokémonów z miasteczka Pallet Town i dostaje pierwszego Pokémona – Pikachu od profesora Oak. W czasie wędrówki po krainie Kanto łapie nowe Pokémony, stacza walki z głównym rywalem – wnukiem prof. Oak oraz innymi trenerami. Walczy także ze złym zespołem Rocket. Może spotkać także cztery potężne legendarne pokémony: Articuno, Zapdos, Moltres i Mewtwo. Podróżując zdobywa odznaki od pokonanych liderów sal na których stacza się walki, aby uzyskać wstęp na równinę Indygo, gdzie rozgrywane są mistrzostwa walk pokémon. Musi zmierzyć się tam z Elitarną Czwórką i wnukiem profesora Oak, któremu na początku gry nadajemy imię – on pokonał elitarną czwórkę zaraz przed naszym bohaterem.
Celem gry oprócz zdobycia tytułu Mistrza Pokémon jest skompletowanie Pokédéxu, czyli schwytanie wszystkich 150 gatunków pokémonów (nie jest to możliwe bez wymiany pokémonów z innymi graczami, posiadającymi inne wersje gier Pokémon).